# Olavo (filho de Biorno)
Olavo II da Suécia, também conhecido como Olavo, filho de Biorno (Olof Björnsson), era filho de Biorno III e reinou pelo curto período de 5 anos, cerca de 970 - 975.  Foi um dos chamados reis lendários da Suécia (sagokungar) que, de acordo com a Saga de Hervarar e os registros de Styrbjarnar Svíakappa, governou junto com o irmão Érico VI (r. 970–995). 
Casado com Ingeborg Thrandsdotter, teve como filhos a Estirbiorno, o Forte e Gyrid. Olavo morreu envenenado durante uma refeição. Com a morte de Olavo, Érico, ao invés de declarar os direitos do sobrinho ao trono, em substituição ao pai falecido, declarou os direitos de hereditariedade, ou seja, somente seus filhos ou os filhos deste, poderiam ter direito à coroa.